# 變形金剛4：絕跡重生
《變形金剛4：絕跡重生》（英語：Transformers: Age of Extinction）是美国导演迈克尔·贝执导的變形金剛電影系列科幻动作片，于2014年6月27日上映。本片是变形金刚真人电影系列的第四部。由马克·沃尔伯格、彼得·庫倫、妮寇拉·佩兹、杰克·雷诺、史丹利·特治、李冰冰和凱西·葛雷莫主演。
尽管本片受到许多批評，不过全球票房仍然超過11亿美元，成为影史第19部过10亿的影片以及2014年全球票房冠军，其中中国收入超过3亿美元，为全球最高。

## 劇情
6500万年前的白垩纪时期，变形金刚创造者們派出大量宇宙飞船，在眾多星球投下多个“种子”，一种能改造地表製造金屬为其所用的炸弹。時間來到現代的地球，正在世界各地挖掘特殊金屬的女地质学家妲西，於极地发现了一头全身覆盖着特殊金属的恐龙遗体，她判斷6500萬年前隕石毀滅恐龍假說已被推翻。
時間來到芝加哥大战的四年后，生活在德州的机械发明家伊格和朋友卢卡斯购买了一辆破旧卡车，伊格发现这辆旧卡车是因受伤而停止運作的變形金剛，在喚醒並發現其是柯博文後幫忙修复他，柯博文向伊格告知他是被人類背叛偷襲而負傷。与此同时，中情局旗下的墓风部队在局長亞汀傑的指揮下，正在追杀於地球各處躲藏的狂派金剛，但他也在美國政府不知情的情況下暗中殺害博派金剛，另外亞汀傑與未知勢力的變形金剛禁閉有著同盟關係。博派金剛飛輪受到墓风部队隊長萨沃與禁閉追击而受傷，禁閉要求飛輪講出柯博文的下落換取活命機會，其拒絕後被禁閉殺死。
卢卡斯为获得举报外星机器人的10万元赏金泄露了柯博文的消息，亞汀傑让萨沃率人来伊格家里搜索柯博文，禁閉則在遠處埋伏觀察。薩沃以伊格女兒泰莎的性命逼迫伊格吐實，躲藏中的柯博文聽到此等卑劣行為後憤怒现身攻击墓风部队，并让伊格、泰莎、卢卡斯趁機逃跑，三人得到泰莎男友賽車手尚恩的帮助驾车逃离此地。经过一連串的追逐后，卢卡斯被禁閉的手榴彈击中遇难，剩餘三人跟隨柯博文甩掉了追捕部队。隔日，柯博文等人与四個博派金剛會合，分别为大黄蜂、探長、準星和甩尾。
伊格在逃跑過程中擄獲了一架敌人派出的微型无人侦察机，調查得知先端科技企业KSI（片中显示中文名字为建能科技集团）与墓风部队是合作伙伴，于是他们决定赶赴芝加哥KSI总部获取一些真相。KSI老总约书亚向妲西展示了公司的最新科研成果，变形金刚的金屬身体可以熔解出變形金屬，跟妲西在世界各地挖掘的特殊金屬相同，其可以被人類随意控制改变形状變成任何科技產品，更能夠進一步打造出各式人造变形金刚，他还解析密卡登的大脑创造出了一种升级版的人造变形金刚格威龍。但讓約書亞感到困惑不解的是，他原先設計格威龍要製作成柯博文的造型，格威龍卻越來越像密卡登。
伊格盜用員工身分进入KSI后，目睹了飛輪被五馬分屍和殘骸被熔解的畫面，这让同步監控的柯博文憤怒至極，與其他博派金剛闯入展开了破坏行動，并援救了被發現身份而被抓的伊格，也释放被囚禁在此地的脑残。约书亚出面制止博派金剛的破坏行動，并告知自己已有能力制造人造变形金刚去對抗狂派金剛，因此人类不再需要博派金剛了。柯博文聞言心灰意冷，認為再繼續與人類牽扯下去毫無意義，決定就此離去。
约书亚被亞汀傑煽動而派遣人工遙控的格威龍和螫刺去拦截博派金剛，但KSI等人很快就發現人造變形金剛經常不聽指令自主行動大肆破壞，柯博文在格威龍身上看到了密卡登的影子。兩者在激烈打斗时，柯博文遭到抵達現場的禁閉的偷袭倒地不起，在現場的泰莎和柯博文被禁閉抓進他的宇宙飞船。禁閉告诉柯博文，创造者們要他回去，然後把他跟四位傳奇戰士一同囚禁在逃生艇改造的牢房內。作為與墓風部隊合作逮回柯博文的交易回報，禁閉将一颗「种子」交给了薩沃。
趁宇宙飛船未離開地球前，博派金剛與伊格和尚恩為救援柯博文和泰莎潛入飛船中。最後伊格、尚恩、大黃蜂與準星救回泰莎後駕駛攻擊機擺脫獄卒追擊，探長和甩尾則找到了柯博文，將逃生艇與宇宙飛船分離後與伊格等人在地面會合，仍不知情的禁閉駕駛宇宙飛船飛離了地球。另外，由於KSI追擊博派金剛的過程中引發了巨大騷動，為了避免遭到美國政府調查，約書亞決定把所有變形金屬研究部門帶到中國去，並計畫在蒙古沙漠引爆「種子」以创造可供百年之需的變形金屬。
柯博文和脑残告訴伊格，密卡登利用了KSI之手以格威龍的身份再次复活，并操控了其他人造变形金刚，其意图等待KSI獲得「種子」後奪取它在人口最多的都市引爆，進而创造全新的狂派金剛軍隊灭绝人类，伊格隨即将这个消息轉告了正在广州的约书亚。剛从亞汀傑跟萨沃手中获得「种子」的约书亚听到此消息后開始動搖，決定叫停自己的計劃，並暫緩支付亞汀傑跟萨沃報酬。格威龍一众五十個人造变形金刚在此時自动启动開始大肆破壞KSI的工廠，目標正是衝著「種子」而來，约书亚立刻带着「種子」和妲西在同事苏月明的引導下逃往香港以获得地利擺脫人造變形金剛的追擊，自認被約書亞背叛的亞汀傑跟薩沃也追了上去。
柯博文等人赶来香港試圖接應约书亚，然而逃生艇遭到螫刺攻擊失控，伊格、尚恩、泰莎與大黄蜂和探長落地保護約書亞、妲西跟「種子」，尚在里面的柯博文、準星和甩尾随船跌落一处山谷。禁閉終於發現柯博文已經脫逃，在全速趕回地球時得到亞汀傑提供的目的座標。伊格在与薩沃的打斗中将对方推下高楼致其身亡，隨後一眾被追擊而來的人造變形金剛包圍陷入苦戰。從墜毀的逃生艇走出的柯博文知道憑博派金剛的實力不足以應付所有敵人，因此挑戰並擊敗了傳奇戰士領袖鋼鎖，使四位傳奇戰士甘願聽其號令一同前往戰場。加入戰場的柯博文等人與伊格一眾殲滅了所有人造變形金剛，格威龍看到大勢已去则躲了起来，约书亚向柯博文保證他會停止所有變形金屬的研究與生產。
禁閉驾驶宇宙飞船根据「种子」发出的信号追来，飛船的捕捉裝置遭到柯博文的攻擊而損毀，因此禁閉親自下船抓人，傳奇戰士與博派金剛在柯博文的命令下帶著約書亞跟「種子」逃離此地。亞汀傑趕到現場用手槍壓制住伊格，卻被柯博文從旁射死。柯博文在与禁閉单独决斗时不敌对手，被禁閉用自己的劍插入胸口而卡在墻邊，即使伊格和趕回來的大黄蜂联手攻击也不敌禁閉。最後柯博文在泰莎和尚恩的協助下脫困成功，在伊格性命紧要关头從後偷襲禁閉並將其斬殺，远处观望的格威龍表示遲早會再跟柯博文碰上而離開。
众人汇合后，柯博文让四位傳奇戰士获得自由，他說自己要带着「种子」回到宇宙寻找创造者們質問其目的，並要求其他几位博派金剛留下守護地球這個人類以及博派金剛的家園，而后独自飞向宇宙的深处。
|  | 宇宙中很多谜团是我们永远无法解开的，但我们的身份以及存在的原因，并非无法解答，这些答案就在我们躯体之中。我是柯博文，我要向我的造物主们发出一条讯息，请不要找地球的麻烦，否则我也一定会来找你们的麻烦。——柯博文 |

## 角色及演員

### 人類
| 演員                         | 中文配音 | TVB粵語配音 | 角色                           | 介紹                                                                             |
| 馬克·華伯格 Mark Wahlberg    | 王明军   | 李錦綸      | 凱德·伊格 Cade Yeager          | 負債的發明家，意外捲入了變形金剛們的戰爭。                                       |
| 妮寇拉·佩茲 Nicola Peltz     | 张雪凌   | 成瑤孆      | 泰莎·伊格 Tessa Yeager         | 凱德的女兒，意外捲入了變形金剛們的戰爭。                                         |
| 傑克·雷諾 Jack Reynor        | 姜广涛   | 曹啟謙      | 尚恩·戴森 Shane Dyson          | 泰莎的男友，意外捲入了變形金剛們的戰爭。                                         |
| 史丹利·圖奇 Stanley Tucci    | 陆揆     | 潘文柏      | 約書亞·喬伊斯 Joshua Joyce     | KSI最高負責人，意圖以自製的變形金剛取代柯博文等博派金剛。                        |
| 凱爾塞·格拉瑪 Kelsey Grammer | 周志强   | 朱子聰      | 哈洛·亞汀傑 Harold Attinger    | 本集大反派，中情局探員，創立墓風部隊，企圖收拾博派金剛。最後被柯博文的炮火擊殺。 |
| 索菲亞·邁爾斯 Sophia Myles   | 张艾     | 鄭麗麗      | 妲西·泰莉兒 Darcy Tyril        | KSI的地質學家，約書亞下屬。                                                      |
| 李冰冰                       | 李冰冰   | 梁少霞      | 蘇月明 Sue                     | KSI中國大陸廠區負責人。                                                          |
| 巫刚                         | 巫刚     | 巫刚        | 国防部长 Defence minister      | 中国国防部部长，代表中国中央政府全力支援香港。                                   |
| 呂良偉                       | 呂良偉   | 雷霆        |                                | 賽車手，在香港街头闹市与史丹利飙車，与及在香港闹市街头與李冰冰对吼。             |
| 泰塔斯·威利弗 Titus Welliver | -        | 陳欣        | 詹姆士·薩沃 James Savoy        | 墓風部隊隊長，聽命於亞汀傑。在香港和凱德戰鬥時死於高處墮下。                     |
| 托德·約瑟夫·米勒 T.J.Miller  | -        | 蘇強文      | 盧卡斯·法蘭納瑞 Lucas Flannery | 凱德的好友，在大家被墓風部隊及禁閉追殺時，被地獄獵人的手榴彈炸死。               |

### 博派 Autobots
| 配音                            | 中文配音 | TVB粵語配音 | 角色                 | 介紹 | 身高            |
| 彼得·庫倫 Peter Cullen          | 王凯     | 招世亮      | 柯博文 Optimus Prime | 自4年前芝加哥一戰之後，帶領博派離開了山姆，並繼續執行堅守地球的任務。因為芝加哥一戰後他发觉“墓风”部队猎杀变形金刚的阴谋，便试图向汽车人发出警告，不料遭到偷襲，身负重伤的他而掃描成破旧退色的Marmon 1973款軍事以隱人耳目，后阴差阳错之下被当成废旧卡车卖给凯德，并被后者修好。在大家逃脫時又將載具型態更改成西部之星重型流線型4900幻影定制卡車。在得知飛輪遇害遭到肢解後率領博派闖入KSI大搞破壞，後來撤退時被格威龍阻擊並被禁闭偷襲重傷且被俘虜。在被抓到後沒多久就被博派救出且奪取小型船艦脫逃，但船艦被格威龍射中因此掉入深山後馴服恐龍金剛鋼鎖，擊退人造變形金剛大軍。跟禁闭單挑時不敵，被禁闭用自己的劍插入胸口後，禁闭卻被伊格及大黃蜂聯手攻擊，在伊格險被禁閉殺害時用劍刺穿禁闭的胸口。後帶著種子飛向宇宙深處找尋創造者並吩咐博派金剛留在地球上。 武器在一開始為一把散彈槍，中期為兩把袖劍，在後期為一把劍與槍盾。 造型上有著相當大的變動，相較前三部更接近人體骨架，也取消了經典的胸前擋風玻璃。 | 28英尺、8.5公尺 |
| －                              | 陆揆     | 梁偉德      | 大黃蜂 Bumblebee     | 自4年前芝加哥一役後離開了山姆，並隨其他博派執行護衛的任務。因為芝加哥一戰後由于被墓風部隊追殺而不得不离开此前一直在守护的同伴山姆身边,避免山姆被捕。而掃描黄黑相间的1967年雪佛蘭跑車以隱人耳目，与其他汽车人一起隐藏在得克萨斯州的深山中，并在擎天柱离开期间带队，尽管擎天柱认为他有些孩子气（事实如此，在甩尾質疑其領導能力時，气得大黄蜂與他打了一場。当听到KSI公司“宣称”螫刺在各方面都优越于大黄蜂，也气得大黄蜂对着停机的螫刺一顿暴打），但无可否认的是，大黄蜂是一个骁勇的战士。他武器為雙槍。後來又將載具型態更改成2014年款雪佛蘭科邁羅概念跑車。 | 18英尺、5.5公尺 |
| 約翰·古德曼 John Goodman        | 徐涛     | 陳卓智      | 探長 Hound           | 博派醫官，新成員之一，造型為一個头戴钢盔，嘴里叼着雪茄，滿面胡子，身上背五種武器，肥胖的僱傭兵。性格剛烈，過去在賽博坦擔任Elite-Guard，現隨柯博文留守地球。武器為五種槍械和手榴彈，以及一把匕首。 載具型態為一台高射炮兵車（威斯康辛州豪士科中型戰術輪車）。 | 24英尺、7.3公尺 |
| 渡邊謙 Ken Watanabe             | -        | 劉奕希      | 甩尾 Drift           | 新成員之一，造型為和狂派的巨棒（Buldgeon）相似的日本武士。武器為雙刀。 是一個三變戰士,載具型態為布加迪跑車和一架塞考斯基S-97突擊者式戰搜直升機。 | 16英尺、4.9公尺 |
| 約翰·迪·馬吉歐 John DiMaggio    | -        | 關令翹      | 準星 Crosshairs      | 新成員之一。造型接近為一個身披绿色战服，头戴风镜，装配降落伞空降兵，个性细致、谨慎，愛嘴砲，有时说话会畏首畏尾。武器為兩支沖鋒槍，載具型態為雪佛蘭科爾維特2014款跑車。 | 18英尺、5.5公尺 |
| 羅伯特·福克沃斯 Robert Foxworth | -        | 蕭徽勇      | 飛輪 Ratchet         | 柯博文身邊的隨行醫官兼多年的好友，主要负责医疗维修任务，较少参与前线战斗。 在芝加哥大战之后收到柯博文的警告讯息躲藏在一艘游轮的烟囱中，不料遭到人類組織攻擊，因为宁死也不肯说出柯博文的下落，最後被地獄獵人取出火種殺害。載具型態為悍馬 H2淡綠色塗裝救援車。 | 20英尺、6公尺   |
| 羅伯特·福克沃斯 Robert Foxworth | -        | -           | 灌鉛脚 Leadfoot      | 自上一集之后在本集存活的五位博派之一(其它四位為柯博文，大黃蜂，飛輪以及腦殘)，雷霆拯救队之一。在芝加哥大战之后收到柯博文的警告讯息并隱藏某處，在凯德播放的影片中遭到墓風部隊殺害。死前曾与大黄蜂见面(此片段後來遭取消)。載具型態為NASCAR賽車 Chevrolet Impala 42號車。 |                 |
| 雷諾·威爾森 Reno Wilson         | 郭政建   | 李安邦      | 智囊 Brains          | 自上一集跟甩輪在狂派戰船跌落芝加哥河溝的生還者。載具型態為联想ThinkPad Edge。 |                 |

### 恐龍金剛（遠古鐵騎） Dinobots
| 配音 | 中文配音 | TVB粵語配音 | 角色          | 介紹 |
| －   | -        | -           | 鋼鎖 Grimlock | 鐵騎首領，能變形成機械暴龍，片中與柯博文單挑戰敗而短暫與柯博文合作。在机器人形态下钢鎖使用一柄巨型長柄釘頭槌，而变形成巨型机器暴龍后则可以喷火。 |
| －   | -        | -           | 嘲笑 Scorn    | 鐵騎成員，變形為機械棘背龍，因為鋼鎖戰敗短暫與準星合作。                                                                                         |
| －   | -        | -           | 掃射 Strafe   | 鐵騎成員，變形為雙頭翼龍，因為鋼鎖戰敗而短暫與大黃蜂合作。                                                                                       |
| －   | -        | -           | 鐵塊 Slug     | 鐵騎成員，變形成機械三角龍。因為鋼鎖戰敗而短暫與甩尾合作。                                                                                       |

### 第三勢力
| 配音                | 中文配音 | TVB粵語配音 | 角色                | 介紹 |                 |
| 馬克·萊恩 Mark Ryan | 赵晓明   | 雷霆        | 禁閉 Lockdown       | 片中的大反派，載具型態為兰博基尼Aventador LP 700-4 Coupe跑車。獨立於博派與狂派的賽博坦人，也是不屬於任何一方的一名賞金獵人，接受“造物主”的雇佣来到地球，并且與人類組織狼狽為奸，目的是將柯博文抓回去見賽博坦人的造物主。最後死於柯博文的劍下，并和人造金刚们一起被炸弹化为灰烬。脸上有造物主留下的不知名疤痕。 | 22英尺、6.7公尺 |
| －                  | -        | -           | 鐵齒 Steeljaw       | 禁閉船上飼養的半機械外星兵器，似乎是一種長相類似狼/鬣狗的賽博坦星生物。在船上被大黃蜂逐一消滅。 |                 |
| －                  | -        | -           | 鐵騎之艦 Knightship | 禁閉所擁有的船艦，原本為造物主給鐵騎們探索宇宙用被禁閉占為己有,底盤擁有吸引力場使物體漂浮。 |                 |

### 狂派 Decepticons
| 配音                       | 中文配音 | TVB粵語配音 | 角色                                                  | 介紹 |                  |
| 法蘭克·威爾克 Frank Welker | 陆建艺   | 麥皓豐      | 密卡登 / 惊破天 Megatron / Galvatron                  | 人類組織使用密卡登的遺體改造而成的人造變形金剛。原本欲将它作为原型机猎杀擎天柱，但在测试过程中，格威龍却屡屡失控。 實際上是密卡登利用人類為自己製造新的身體，欲获取并引爆禁闭手中的“種子”來報復人類，并获取足够的原料来建造一支狂派大军，胸口上的洞可以把敵人的武器燒斷，劇中因為其計畫毀於一旦而逃走，為續作留下了伏筆，載具型態為灰黑相间的2014款Freightline Argosy重型概念卡車。 | 35英尺、10.6公尺 |
| －                         | -        | -           | 螫刺 Stinger                                          | 人類參考大黃蜂製造的人造變形金剛，KSI公司“宣称”螫刺在各方面都优越于大黄蜂，气得大黄蜂对着停机的螫刺一顿暴打，格威龍觉醒时被操控变成了狂派，後來被大黃蜂打死，頭被扔給掃射咬碎，載具型態為帕加尼Huayra跑車。 | 18英尺、5.5公尺  |
| 法蘭克·威爾克 Frank Welker | -        | -           | 雙頭震蕩波 / 震蕩波 Two-Heads Shockwaves / Shockwaves | 人類組織製造的人造變形金剛之一，但沒有特別突出的表現，載具為戰機。在格威龍觉醒时被操控变成了狂派，後來和探長搏鬥時被其雪茄射殺。 |                  |

### 客串
| 演員   | 中文配音 | TVB粵語配音 | 角色             | 介紹                                                            |
| 巫刚   | -        | -           | 国防部长         |                                                                 |
| 紀培慧 | -        | -           | 女軍官           |                                                                 |
| 呂良偉 | -        | 雷霆        | 在香港的摩托車手 |                                                                 |
| 王敏德 | -        | 蕭徽勇      | 香港警官         |                                                                 |
| 鄒市明 | -        | -           | 電梯幫打架男子   |                                                                 |
| 韩庚   | -        | 鍾見麟      | 車上墨鏡青年     |                                                                 |
| 赵茜   | -        | -           | 电梯女郎         |                                                                 |
| 林柏宏 | -        | -           | 亞汀傑的司機     | 戲份於正式上映時被刪，僅於上海及台灣首映會播放，並將收錄於DVD。 |

### 用語解釋
- 載具金剛／汽車金剛（Vehicons／Stunticons）

樣子與蟄刺相似的量產人造機械士兵，即電影版本的汽車金剛(Stuncticons)。載具型態為各式各樣的汽車。
- 遠古金剛／恐龍金剛（Dinobots）

創造者成功用恐龍的形象製造出來的遠古鐵騎，後來逃脫後，禁閉花了幾百年的時間才將他們捕獲。
- 創造者（Creator）

派遣地獄獵人來俘虜柯博文的幕後主使者，可能是昆特沙星人。
- 墓風部隊（Cemetery Wind）

標誌為骷髏標誌，代替巢穴部隊(NEST)的新部隊，負責追殺狂派殘黨，實際上博狂派不分的追殺，再將遺體賣給建能科技集團。事後被凱德·伊格和約書亞·喬伊斯給公佈出他們獵殺博派灌鉛腳的畫面後，使其單位被解散及在中情局中所屬哈洛·亞汀傑的部屬並接受停職調查。

## 制作

### 开发
该片的先行版海报在2012年已经出现在网络上。
2012年底CCTV-6旗下1905电影网与派拉蒙影业洽谈联合制作，设想是把“变4”拍成中美合拍片，到2013年4月，派拉蒙和迈克尔·贝的“贝”工作室发予中方合作合约，电影网最终成了电影的协拍方，影片保持为引进片。据1905电影网总编辑梁龙飞透露，剧本完成后，送到广电总局报审时，派拉蒙特意在剧本前加了一张纸，上面用中、英文两种语言写道：
|  | 此次送审的剧本是经与电影频道、电影网协商后更改的第五版。 |

剧本顺利通过了审查。而中方在协拍电影过程中，注重为中国形象“纠错”和强化中国形象，比如在中国的场景中要挂上中国国旗。
《變刚4》故事或将移师太空，该片的剧本创作人是《变形金刚2》和《变形金刚3》的剧本创作人伊伦·克鲁格。电影的创作方表示，前三部的人类角色如西亞·李畢福、乔什·杜哈明、约翰·特托罗等都不会出现在第四部，机器人也只有柯博文和大黄蜂。
《變形金剛4：絕跡重生》将延续前三部的故事情节，但是人類的角色会更换，而制片人洛伦佐·迪·博纳文图拉则说：“第四部将是全新的故事，当然主角还是会和柯博文与大黄蜂一起战斗。”因為根據麥可·貝的說法，整個系列都是參考動畫的G1進行。本集的慣用手法和劇情可能參考1986年的變形金剛首部動畫電影－「變形金剛：大電影」（Transformers: the movie）以及G1的第三季，讓狂派死亡的角色以新的身分重生。而麥可·貝也說在這集也將有更多新的賽博坦星人角色，博派和狂派雙方互有新成員登場。

### 选角
馬克·華伯格加盟本片担任主演。2013年4月預告將會在香港深水埗的唐樓群取景。另外，也有情報表示李冰冰會加盟這部電影。影片制作方还面向华人开展了选拔剧中角色的选秀活动，获胜的选手可进入《变形金刚4》的剧组参与演出。

### 摄制
2013年5月28日，电影在犹他州纪念碑谷开机，密歇根州底特律将代替片中香港的部分场景，而位于伊利诺伊州芝加哥市的麦考密克广场将用以纠正对中国大陆城市的描绘。本片除了是首部用小型IMAX 3D摄影机拍摄的故事片，还用上了其他的格式，包括IMAX 70毫米胶片摄影机、数码立体3D和变形球面35毫米胶片。2013年5月28日至6月24日，迈克尔·贝在Facebook和Flickr（页面存档备份，存于）上传了几辆片中汽车的剧照，均为汽车人的照片。两名身份不明的汽车人变形为黑蓝相间的布加迪威龙2013款Grand Sport Vitesse（制片时名为“漂移”）和克尔维特2014款绿版Stingray概念车（制片时名为“準星”）。西部明星卡车的一辆卡车将作为柯柏文的新替代品。机器恐龙出现被证实。10月29日，迈克尔·贝在其官方Twitter帐号上宣布香港的主体拍摄杀青，启程前往中国大陆内地。根据之前的报道。根据先前的报道，剧组将在中国大陆拍摄1周。其他在底特律的取景于2014年初开机。两艘轮船哥伦比亚号和圣克莱尔号，此次将前往底特律布瓦相思岛游乐园，被部分用作电影的道具。

### 香港攝製
攝製隊在2013年10月中到香港的鰂魚涌海山樓、土瓜灣天台、金鐘政府總部及西九龍海濱長廊，到10月27日結束拍攝工作。
2013年10月17日早上，攝製隊在香港鰂魚涌舊式住宅大廈海山樓拍攝外景時，遇到三人要求收陀地。攝製隊報警求助，警員到場之後雙方出現肢體動作，最終警員制服三人，將其拘捕並帶返警署調查。事件中三名警員受傷。
到10月23日，攝製隊在九龍土瓜灣道益豐大廈天台取景時，再被4名大漢勒索金錢，警方拘捕其中一人，案件列「勒索」處理，九龍城警區反三合會行動組正追緝在逃3人。
10月25日，攝製隊移師西九龍海濱長廊拍攝，現場共安排四部變形車大黃蜂、Drift、 Crosshairs跟軍車Hound出場，還有十多輛警車及80多名臨時演員，為劇中取景最長的地方。
10月26日下午，攝製隊移師金鐘政府總部對出的空地拍攝大型爆破戲份，還出動大小直升機作高空盤旋取景，爆炸一刻濃煙升至8層樓高，主角麥克華堡、妮歌娜佩絲繼續奔跑逃亡。而博派三架名車雪佛蘭卡瑪洛「大黃蜂」、藍色布加迪威龍「甩尾」、綠色克爾維特「準星」及軍車「獵犬」則先停泊於立法會門外，現場有工作人員把守，引來大批市民圍觀，令該處頓成拍攝景點。

### 中國摄制
10月31日，剧组转战重庆武隆县拍摄。紧接着在11月初来到北京的盘古大观和2008年的奥运场馆等取景拍摄。并顺道在天津完成了相应的外景拍摄。
2013年11月，孩之寶宣布狂派新首領惊破天將會登場。

### 亞洲演員剪片
變形金剛續集中，台灣演員林柏宏的片段被刪光，韓庚只剩5秒。相對来说李冰冰10分鐘的片段相較之下比較多，片商說如果《變形金剛4》票房超越中國影史最高的《阿凡達》，第5集的女主角就找李冰冰演。

## 音乐

### 主題曲
《變形金剛4：絕跡重生》的主题曲由美国摇滚乐队Imagine Dragons演唱的《Battle Cry》，此前制作了系列前三部的主题曲的林肯公园乐队没有参加本片的主题曲制作。

### 电影原声
《變形金剛4：絕跡重生》的电影配乐依旧由制作了系列前三部配乐的音乐家史蒂夫·贾布隆斯基。

## 評價
本片在北美收獲大量专业負評，爛蕃茄新鲜度18%，是四部曲中評價最低的一部 (前三部的烂番茄新鲜度分别为57%, 19%, 36%)，觀眾評價亦只有56%。针对影片的批评主要有剧情、导演、表演、片长和广告植入。该网站共识指出：“热爱视觉动作场面的粉丝会对影片感到满意，除此之外都不令人满意。”普通观众方面，CinemaScore上影院观众评分收获了“A-”分数，观众喜爱度为63%。
Metacritic上37家媒体综评32分，低于《变形金刚2》的35分，其中给好评的有3家媒体，混合口碑的有13家，差评的有21家，最高的是HitFix网站给的67分，最低的为《滚石》杂志给出了罕见的零分。
《迈阿密先驱报》给50分：一部视觉效果惊艳、技术层面令人印象深刻但是又让人难以忍受的愚蠢和过度冗长的电影。《环球邮报》给38分：影片每一个方面都过度了：165分钟的片长、令人费解的剧情、震耳欲聋的配乐、极多的植入广告、无休止的动作戏...还没看完影片，我整个人都麻木掉了。《芝加哥论坛报》给38分：电影零乱而又没有重点，让人无法把握，而且电影的片长感觉像七年一样漫长。《娱乐周刊》给33分：这是一场荒谬与噪音的密集进攻。滾石給0分：這是我看過最差，最不值的變形金剛電影。
《新京报》认为：“新的一集特效轰炸带来的感官刺激继续升级，而故事环节依然无力。视听的全面冲击，全面震撼着观众的视网膜和耳膜，让人看得惊心动魄。从芝加哥到广州再到香港，电影就像赶场一般，不同场景和角色之间来回切换，后半部超快的节奏让本片在前半部分铺垫的情节和人物后期几乎没有任何发挥的余地，完全留给了单纯的场面戏，结尾部分也是匆匆忙忙。而最引发槽点的地方在于无处不在的品牌植入，每每出现我们熟悉的品牌时，影院必然会哗然，让人出戏。”

## 票房

### 北美
北美首週末取得一亿美元的成绩位列榜首，创下2014年度当时最高的首映週末成绩，也位居北美影史六月开画第四位，排在《超人：鋼鐵英雄》（1.16亿开画，2013）、《玩具总动员3》（1.10亿开画，2010）和《变形金刚2》（1.09亿开画，2009）之后，以及“变形金刚”电影系列第二位。次週末收3640万蝉联冠军；第三週末收1650万居亚军；第四週末收1000万列第五，累计2.27亿美元。最终成绩为2.4544亿，位列北美年度第五位。

### 海外地區
中国大陸方面，首週三天票房取得6.3亿人民币，刷新了中国首週票房记录、首日记录和单日记录等多项影史记录。次週收7.56亿蝉联冠军；上映10天票房超过13.86亿元，打破了2010年以来由《阿凡达》保持了4年多的中国电影票房历史纪录成为新的最卖座电影。第三週收3.53亿继续蝉联冠军。第四週收1.63亿列亚军，上映四週累计超过3亿美元（19亿人民币），成为中国以及北美以外单个地区历史上首部突破3亿美元的影片。最终累计19.81亿人民币，成为中国大陆2014年度电影票房冠军。
台灣方面，首日票房為新台幣4200萬元；首週五天票房為新台幣2.45億元；次週票房累計至新台幣4.45億元；第三週票房累計至新台幣5.45億元；第四週票房累計至新台幣5.9億元；第五週票房累計至新台幣6.1億元；最終全台票房為新台幣6.2億元。
香港方面，首週4天收3737万港币，其中首日786万创造了香港非节假日的单日最高票房纪录；次週获得3752万蝉联冠军；第三週入账1475万继续蝉联第一；第四週收568万列第二，累计9522万；最终成绩为9800万。
| 上一届： 《像男人一样思考2》 | 2014年美國週末票房冠軍 第26-27週                        | 下一届： 《猿人爭霸戰：猩凶崛起》 |
| 上一届： 《沉睡魔咒》        | 2014年台灣週末票房冠軍 第26-28週                        | 下一届： 《猩球崛起：黎明的進擊》 |
| 上一届： 《沉睡魔咒》        | 2014年香港一週票房冠軍 第25-27週                        | 下一届： 《猿人爭霸戰：猩凶崛起》 |
| 上一届： 《哥斯拉》          | 2014年中国内地一週票房冠军 第26-28週（6月23日-7月13日） | 下一届： 《小时代3：刺金时代》    |

## 奖项
| 頒獎典禮       | 獎項                                                 | 名字             | 結果 |
| -------------- | ---------------------------------------------------- | ---------------- | ---- |
| 第35届金酸梅奖 | 最佳影片                                             |                  | 提名 |
| 第35届金酸梅奖 | 最佳翻拍、节选与续集                                 |                  | 提名 |
| 第35届金酸梅奖 | 最佳导演                                             | 迈克尔·贝        | 獲獎 |
| 第35届金酸梅奖 | 最佳剧本                                             |                  | 提名 |
| 第35届金酸梅奖 | 最佳银幕组合：任意两个机器人、演员（或者机器人演员） |                  | 提名 |
| 第35届金酸梅奖 | 最佳男配角                                           | 凱西·葛雷莫      | 獲獎 |
| 第35届金酸梅奖 | 最佳男配角                                           | 托德·約瑟夫·米勒 | 提名 |
| 第35届金酸梅奖 | 最佳女配角                                           | 索菲亞·邁爾斯    | 提名 |
| 第35届金酸梅奖 | 最佳女配角                                           | 妮寇拉·佩茲      | 提名 |

## 续集
2014年6月18日，派拉蒙影业副总裁 Edward Ryan 表示第五部将于2016年上映。後來，正式宣布於2017年推出。(变形金刚5)